# Staf Willemsens
Gustaaf (Staf) Willemsens (Beerse, 1 oktober 1951) is een Belgische politicus voor de lokale politieke partij CDE. Hij was burgemeester van Beerse.

## Levensloop
Van opleiding is hij biochemicus. Beroepshalve is hij werkzaam bij Janssen Pharmaceutica.
Na de lokale verkiezingen van 2006 volgde Willemsens Gust Adriaensen op als burgemeester van Beerse. Als lijsttrekker voor de CDE-kieslijst behaalde hij bij deze stembusgang 1675 voorkeurstemmen, zijn partij kreeg 39,2% van de stemmen. Hij leidde een coalitie van CDE en Groen! met een meerderheid van 13 op 25 zetels. Bij de lokale verkiezingen van 2012 was hij opnieuw lijsttrekker, ditmaal voor de kartellijst CDE-VLIM.BE. Hij behaalde 1.292 voorkeurstemmen, zijn partij kon 30,5% van de kiezers overtuigen. Na deze verkiezingen werd zijn partij naar de oppositie verwezen, Marc Smans (N-VA) volgde hem op als burgemeester.